# Universidad de Trento
La Universidad de Trento (Università degli Studi di Trento) es una universidad joven que en menos de 50 años de historia ha logrado excelentes resultados en la enseñanza, la investigación y las relaciones internacionales.
La enseñanza y la investigación se realizan en los tres polos o sea: el "polo del centro de la ciudad" con las Facultades de Economía, Sociología, Derecho, Literatura y Filosofía, el "polo de la colina" con la Facultad de Matemáticas, Física y Ciencias Naturales y la Facultad de Ingeniería, "el polo de Rovereto" con la Facultad de Ciencias Cognitivas.
La universidad es uno de los patrocinadores del Festival de Economía de Trento.

## Historia
La Universidad de Trento, fue fundada en 1962 como Instituto Universitario Superior de Ciencias Sociales (“Istituto Universitario Superiore di Scienze Sociali”) y luego se convirtió en la primera facultad de sociología establecida en Italia. El impacto con la ciudad fue contradictorio: por un lado estímulo cultural y estímulo a la formación de una nueva clase dominante pero por el otro lado origen de discusión crítica y entonces elemento de rotura.
Para ampliar la oferta en 1972 se creó la Facultad de Ciencias (con Ingeniería) y en 1973 la de Economía. El proyecto académico se fortaleció en 1984 con las Facultades de Letras y Derecho y en 1985 con la de Ingeniería. En 2004, se creó la Facultad de Ciencias Cognitivas, la primera en Italia.

## La internacionalización
Desde el nacimiento de la Universidad se ha invertido mucho en la dimensión internacional. Consciente de su tamaño medio y de su posición geográfica crucial en el corazón de los Alpes, la Universidad se ha centrado en el desarrollo de alianzas estratégicas internacionales en un espíritu de complementariedad estableciendo alianzas con prestigiosas universidades y centros de investigación de todo el mundo, e insertándose en una red importante de la cooperación (por ejemplo del consorcio Time, Asea-Uninet, GE4).
Además del proyecto LLP-Erasmus, la Universidad promueve convenios de doble titulación desde 1997. El más reciente es la doble maestría en Ingeniería Civil con la Universidad de Tongji, China (mayo de 2008): El estudiante puede obtener un máster en Civil Engineering y la Laurea Magistrale en Ingeniería Civil en Trento. No tiene que ser olvidada la muy importante participación de la Universidad a los programas Erasmus Mundus y Erasmus Mundus External Cooperation Window (ahora acción 2 de Erasmus Mundus II).
Hay también muchos acuerdos bilaterales con universidades de prestigio en Asia, América, Oriente Medio y Oceanía.
Siempre más son las colaboraciones para la cooperación al desarrollo con universidades de África y América Latina. Los profesores extranjeros (visiting professors) son alrededor del 10% del total de profesores. La Universidad está invirtiendo mucho llamando estudiosos extranjeros de alto nivel y varios profesores italianos llegaron en Trento después de experiencias significativas en el extranjero, contribuyendo eficazmente a la internacionalización de la Universidad.
La experiencia desarrollada gracias a las relaciones de colaboración con Alemania fue tan importante que Trento fue elegida como la sede del “Ateneo Italo tedesco”, una institución que se encarga de la coordinación de la educación superior y la investigación entre las universidades italianas y alemanas. Un partner importante tanto para la formación de perfiles profesionales en Europa, tanto para la transferencia de tecnología entre estas dos importantes áreas económicas.

## Servicios
La capacidad de carga de las facultades, el servicio de alimentación, vivienda, espacios de estudio y servicios de biblioteca juegan un papel importante para la vida del estudiante y la Universidad sigue invirtiendo en este sentido. En colaboración con la Opera Universitaria, la Universidad ofrece más de 1.500 plazas de alojamiento en el campus de San Bartolomeo, en residencias universitarias o apartamentos. La Universidad cuenta con una biblioteca estructurada en diferentes lugares (en las facultades) para consulta y préstamo de textos, el estudio personal y la navegación por Internet, con un horario de apertura amplio (hasta la media noche), y también los sábados y los domingos.
Gracias a la Oficina de Bienvenida ("Welcome Office"), la Universidad apoya a los estudiantes e investigadores internacionales en los procedimientos administrativos relacionados con la llegada y la estancia en Trento (visa, permiso de residencia, seguro sanitario, alojamiento, etc.) y ofrece informaciones sobre los procedimientos y la documentación necesaria para las matriculaciones.
La oficina organiza además eventos sociales y viajes: día de bienvenida, sesiones de información, excursiones y actividades socioculturales para ayudar a los estudiantes internacionales en la integración en la Universidad y en el territorio.
Las contribuciones para el pago de las tasas académicas son fundamentales para la Universidad. A través de la Opera Universitaria de Trento, la Universidad ofrece becas para estudiantes.
Con el año académico 2008/2009 la Universidad ha renovado sustancialmente el sistema de pago de las tasas universitarias, haciendo mérito del compromiso de los estudiantes. Los estudiantes que se matriculan pueden competir en becas de mérito de hasta € 4.000.
La última nacida red universitaria de servicios e instalaciones deportivas se llama UNI.sport y es completamente dedicada a los estudiantes de la Universidad.

## Collegio di Merito Bernardo Clesio
La Universidad de Trento, en colaboración con la "Opera Universitaria" y el "Banco de Trento y Rovereto", inauguró el "collegio" en octubre de 2010. Cada año un reducido número de estudiantes que logra superar una selección desafiante, consigue una plaza gratuita en la estructura de excelencia.
Una vez enviada la solicitud, se evalúa el currículum del estudiante y, si la evaluación es positiva, siguen un examen escrito y una entrevista.
Una vez ganado el título de estudiante del "collegio" hace falta que:
- se consigan por lo menos 52 CFU (equivalentes a los créditos ECTS en Italia) cada año;
- se mantenga un promedio alto de las notas de los exámenes;
- se tome parte activamente al programa cultural propuesto por el "collegio" año tras año.

Además, a lo largo del grado o del máster, los estudiantes del "collegio" tienen que pasar por lo menos tres meses al extranjero, participando por ejemplo en programas de intercambio como el Erasmus o en los Acuerdos Bilaterales.

## Títulos honoríficos
| Entregada a                   | Grado                                         | Fecha de entrega |
| ----------------------------- | --------------------------------------------- | ---------------- |
| John Cole                     | Antropología                                  | 2002             |
| Reinhard Elze                 | Derecho                                       | 1995             |
| Rudolf B. Schlesinger         | Derecho                                       | 1995             |
| Iginio Rogger                 | Derecho                                       | 2006             |
| Rory Byrne                    | Ingeniería de Materiales                      | 2005             |
| Andrea Zanzotto               | Humanidades                                   | 1995             |
| Paul Charles Cristophe Claval | Humanidades                                   | 1995             |
| Giulio Einaudi                | Literatura Moderna                            | 1997             |
| Jean Rousset                  | Idiomas y literaturas extranjeras             | 1995             |
| Carlo Alberto Mastrelli       | Idiomas y literaturas extranjeras             | 1997             |
| Isabel Allende                | Idiomas y literaturas modernas euroamericanas | 2007             |
| Daniel Kahnemann              | Psicología y Matemática                       | 2002             |
| Ermanno Gorrieri              | Sociología                                    | 1999             |
| Tina Anselmi                  | Sociología                                    | 2004             |
| Maurizio Cattelan             | Sociología                                    | 2004             |
| Heinz Schilling               | Historia                                      | 2014             |